# Geosiris aphylla
Geosiris aphylla ist eine mykoheterotrophe, blattgrünlose Pflanzenart und eine Art der Gattung aus der Familie der Schwertliliengewächse (Iridaceae).

## Beschreibung
Geosiris aphylla ist eine kleine, krautige Pflanze. Sie betreibt keine Photosynthese mehr, sondern lebt mykoheterotroph von arbuskulären Mykorrhizapilzen, ist also zu ihrer Ernährung vollständig von Pilzen abhängig. Das Rhizom ist knollig, der un- bis wenig verzweigte Stängel wie die ganze Pflanze blassweiß und rötlich bis purpurn. An ihm finden sich nur wenige, wechselständig stehende, schuppenartige Blätter, die häutig sind.
Blütezeit ist von Dezember bis Februar. Der endständige Blütenstand ist eine in einer Spatha aus zwei Tragblättern stehende Doppelschraubel und setzt sich aus ein bis achtzehn dicht gedrängt stehenden Blüten zusammen. Gut ausgewachsene Pflanzen bilden zusätzliche Seitenfloreszenzen, die aus der Achsel eines Tragblattes gebildet werden, dem gegenüber an der Achse sich ein Vorblatt befindet.
Die stark süß duftenden Blüten sind zwittrig, ungestielt, aktinomorph und dreizählig, das kurzlebige Perigon besteht aus zwei Blattkreisen und ist horizontal ausgebreitet. Die Blütenhüllblätter sind von gleicher Größe und Gestalt, verkehrt-eiförmig bis lanzettlich ellipsenförmig, im unteren Teil miteinander zu einer kurzen Kronröhre verwachsen und blau bis blauviolett gefärbt. Die drei Staubblätter sind nicht miteinander verwachsen, aber an der Kronröhre. Die Staubfäden sind kurz und breit, die länglichen Staubbeutel weisen vom Blütenzentrum weg. Der Griffel ist in drei Narbenäste geteilt. Über Bestäuber ist nichts bekannt, Farbe, Blütenbau und Duft weisen jedoch auf Insekten hin.
Der Fruchtknoten ist unterständig, die Plazentation zentralwinkelständig und enthält zahlreiche Samenanlagen. Die Frucht ist eine Kapsel und enthält zahlreiche, winzige Samen.

## Verbreitung
Geosiris aphylla ist endemisch im Osten und Norden von Madagaskar und Sainte Marie. Dort findet sie sich von Meereshöhe bis in Höhenlagen von 1900 Meter. Sie besiedelt schattige Standorte in Wäldern auf humosen Böden.

## Systematik und Botanische Geschichte
Art und Gattung wurden 1895 von Henri Ernest Baillon erstbeschrieben, der Gattungsname bedeutet so viel wie „Erd-Iris“, das Art-Epitheton verweist auf die Laubblattlosigkeit der Pflanzen. Baillon stellte sie zu den Schwertliliengewächsen, eine Platzierung, der Engler in seinem Syllabus 1897 widersprach, indem er sie als eine Burmanniaceae einstufte. Fredric Jonker wies dies in seiner Revision der Burmanniaceae jedoch zurück, da Geosiris „zu stark abweicht, um als eine Burmanniaceae klassifiziert zu werden“ und stellte sie später in eine eigene Familie, die Geosiridaceae.
Spätere Autoren führten sie entweder ebenfalls als eigene Familie oder als Schwertliliengewächs, Peter Goldblatt stufte sie als letzteres ein. Gefestigt wurden diese Annahmen 1994 durch ausgiebige morphologische und embryologische Untersuchungen von Traudel Rübsamen.

## Nachweise
- T. Rübsamen-Weustenfeld, V. Mukielka & U. Hamann: Zur Embryologie, Morphologie und systematischen Stellung von Geosiris aphylla Baillon (Monocotyledoneae-Geosiridaceae/Iridaceae) In: Bot. Jahrb. Syst. 115. 1994, 475–545
- L. Watson, M.J. Dallwitz: The families of flowering plants: descriptions, illustrations, identification, and information retrieval, Zugriff: 10. April 2008, Online